# Maurin des Maures
Pour les articles homonymes, voir Maurin des Maures (homonymie).
Maurin des Maures est un roman de Jean Aicard publié en 1908. Il décrit les aventures d'un braconnier rustique, Maurin, qui tient la dragée haute aux gendarmes qui sont à sa poursuite à travers la région du massif des Maures.
Le roman, qualifié en exergue d'« héroï-comique » par l'auteur (sous son pseudonyme de Jean d'Auriol), fait revivre « avec l'accent provençal le libre esprit et les franches gaietés de nos vieux conteurs gaulois ». Jean Aicard a également écrit une suite, intitulée L'Illustre Maurin.
Le principal adversaire de Maurin est le gendarme Martello Alessandri, dit Sandri. Tous deux sont amoureux de la même femme, Tonia la Corsoise.

## Adaptations
- Au cinéma : Maurin des Maures, film réalisé par André Hugon, sorti en 1932
- Au théâtre : Maurin des Maures d'André Dumas, mise en scène de Charles Dullin au théâtre de la Cité en 1944
- À la télévision : Maurin des Maures, feuilleton réalisé par Jean Canolle et Claude Dagues, diffusé en 1970
- En BD : Maurin des Maures, le coureur des bois sur un scénario d'Axel Graisely et les dessins et couleurs de LoBé., sortie chez Éditions Un Autre Regard Prestance en 2013

## Sources d'inspiration

### Aristide Fabre

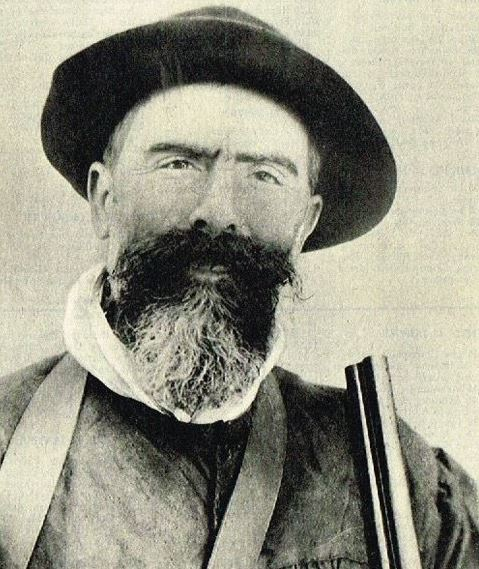
Aristide Fabre à l'époque où il chassait en compagnie de Jean Aicard.

Aristide Fabre (1872-1954), de Sainte-Maxime, éleveur de vers à soie et archéologue amateur, servit de modèle à Jean Aicard pour composer son personnage. Il fut en son temps l’érudit de Sainte-Maxime et Conseiller municipal durant de nombreuses années. Le fils d’Aristide, Jean-Maurin Fabre, qui eut Aicard pour parrain, a raconté la première rencontre : « Un jour, près de La Garde, mon père abattit une perdrix dans la propriété de Jean Aicard. Le lendemain il lui envoyait l’oiseau : Je l’ai tuée chez vous, elle vous appartient. La réponse ne fut pas longue à venir : Venez la déguster avec moi. » Vers 1905, Aicard et Fabre, unis par la passion de la chasse, devinrent les meilleurs amis du monde. Un jour, ils décidèrent de partir dans les Maures pendant plus d’un mois. Tous les soirs ils s’arrêtaient chez des agriculteurs à qui ils offraient le produit de leur journée de chasse en remerciement de leur hospitalité. Jean Aicard n’avait pas son pareil pour faire parler les gens. Fabre était un merveilleux conteur de galéjades. C’est ainsi, à la veillée autour d’un lièvre ou d’un perdreau, qu’Aicard a recueilli de la matière pour son livre. Jean-Maurin Fabre conservait précieusement une photographie d’Aicard en ces termes dédicacée : « A Aristide Fabre, dit Maurin des Maures ».

### Jacques Pons
Jacques Pons (1856-1906), dit Jacqué ou Jacqué "Maurin" Pons, est également présenté comme l'inspirateur de Jean Aicard. Issu d'une importante famille raphaëloise, Jacqué Pons était un tailleur de pierre et sculpteur, très connu comme chasseur dans l’Estérel, notamment en duo avec son frère, Toinon. Il organisait des chasses pour des personnalités, comme ce fut le cas pour le roi des Belges Albert 1er et Jean Aicard. 